# Amphycyrta dentipes
Amphycyrta dentipes är en skalbaggsart som beskrevs av Wilhelm Ferdinand Erichson 1843. Amphycyrta dentipes ingår i släktet Amphycyrta och familjen kulbaggar. Inga underarter finns listade i Catalogue of Life.